# Робочий (Ленінградська область)
Робочий (рос. Рабочий) — селище у Всеволожському районі Ленінградської області Російської Федерації.
Населення становить 3 особи. Належить до муніципального утворення Свердловське міське поселення.

## Історія
Від 1 серпня 1927 року належить до Ленінградської області.

## Населення
| 1939 | 1997 | 2002 | 2007 | 2010 | 2017 |
| ---- | ---- | ---- | ---- | ---- | ---- |
| 513  | ↘8   | ↘3   | ↗10  | ↗30  | ↘3   |